# Bosque de Chepita
El bosque de Chepita es un ecosistema boscoso formado por neblinas y lluvias ubicado en la Cordillera Negra en Perú. Se localiza dentro del distrito de Cochabamba en la provincia de Huaraz en la región Áncash. Posee 1134 hectáreas por encima de los 2700 m s.n.m.
Dentro de la vegetación que se encuentran en el bosque, están la tara (Caesalpinea spinosa); la tasta (Escallonia myrtilloides) y el chachacomo (Escallonia resinosa). Es también el hábitat de un ave endémica de los andes peruanos: el tijeral de corona castaña (Leptasthenura pileata).

## Amenazas
De acuerdo al Servicio Nacional Forestal y de Fauna Silvestre (Serfor), bosque de Chepita se enfrenta a múltiples amenazas. La presencia de ganado en su interior puede provocar sobrepastoreo, lo que afectaría la biodiversidad y fomentaría la caza de fauna silvestre. Además, las concesiones mineras, otorgadas tanto dentro del bosque como en sus alrededores, representan otro factor de riesgo para su conservación. Además del sobrepastoreo y la minería, el bosque enfrenta la amenaza del cambio climático y la deforestación.
El Serfory la Administración Técnica Forestal y de Fauna Silvestre de Áncash se encuentran tramitando su inclusión en la Lista Sectorial de Ecosistemas Frágiles del Perú.